# Regina Kreidl

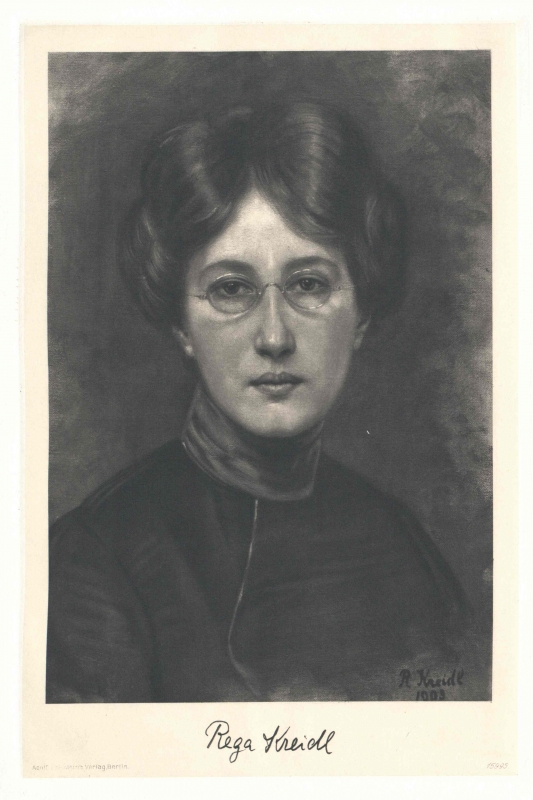
Selbstbildnis, gez. Rega Kreidl 1903 oder 1909, Photogravure, Adolf Eckstein’s Verlag Berlin, 1919, 198 × 300 mm, Österreichische Nationalbibliothek

Regina (Rega) Kreidl, geb. Winterberg (* 2. Juni 1874 in  Reichenberg, Böhmen; † 4. Dezember 1927 in Wien) war eine österreichische Malerin.

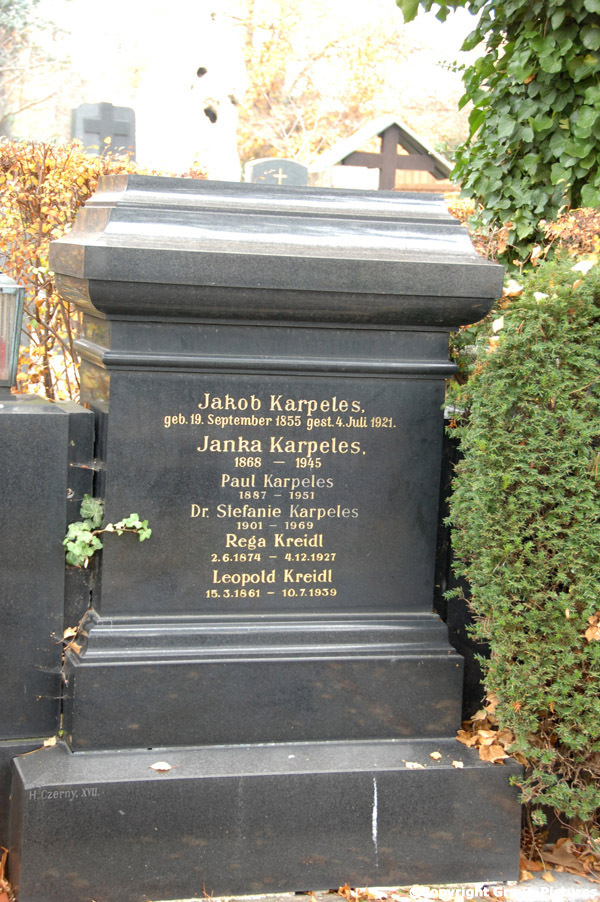
Grabstelle Döblinger Friedhof Wien

## Leben
Regina (Rega) Kreidl entstammte der Reichenberg-Linie der Familie Winterberg. Sie war die Tochter des angesehenen Reichenberger Wollehändlers Berthold Winterberg und seiner Frau Sophie, geborene Österreicher. Berthold und Sophie Winterberg hatten vier Töchter und drei Söhne und Regina war die älteste. Sie heiratete am 6. Dezember 1896 den Wiener Fabrikanten Leopold Kreidl, der am 15. März 1861 in Gratzen/Budweis (Nové Hrady/České Budějovice) geboren ist. Das Ehepaar Kreidl hatte keine Kinder. Rega Kreidl starb plötzlich und unerwartet am 4. Dezember 1927 im Sanatorium,  Wien 8, Schmidgasse 14.„Die Wiener Künstlerin ist einer verhängnisvollen Unvorsichtigkeit zum Opfer gefallen. Sie kam mit ihrer Kleidung dem Zimmerofen zu nahe und starb an den schweren Brandwunden.“ Leopold Kreidl starb am 10. Juli 1939 ebenfalls in Wien. Beide sind auf dem Döblinger Friedhof begraben (I1-G1-78).

## Werdegang
In Wien hatte Regina Kreidl, die sich als Künstlerin Rega Kreidl nannte, Gelegenheit, sich zu einer Zeit, da Frauen noch keine öffentlichen Kunstschulen besuchen durften, im Studio des bekannten Tiroler Expressionisten Albin Egger-Lienz auszubilden. Sie studierte u. a. auch bei Otto Friedrich. Sie war als Landschafts- und Porträtmalerin und Zeichnerin tätig. Sie malte und zeichnete hauptsächlich Innenräume von Wiener Kirchen mit hingebungsvoller Akribie. Eine Kollektivausstellung ihrer Werke fand 1906 in der Albertina in Wien statt. Die Albertina in Wien besitzt eine Zeichnung Partie oder Stephanskirche mit Heidenturm, 418 × 355 mm. Viele ihrer Arbeiten befinden sich in Privatbesitz und ihr Verbleib ist unbekannt. Das jüdische Museum in Wien besitzt ein sehr ausdrucksstarkes Porträt des Meyer-Friedmann, Lektor der Kultusgemeinde in Wien, gezeichnet 1905, außerdem drei Ölgemälde auf Leinwand des Rossauer Friedhofs und vier ebensolche des Währinger Friedhofs. Da diese beiden Friedhöfe geschlossen wurden, beauftragte Dr. Bronner, der Kurator des alten jüdischen Museums, die Künstlerin mit diesen Werken, die ihr Mann Leopold Kreidl nach ihrem plötzlichen Tod dem jüdischen Museum spendete. Eine Reihe ihrer Bilder und Zeichnungen befinden sich im Historischen Museum der Stadt Wien. 1927 wurde sie als erste Frau mit dem Ehrenring der Stadt Wien ausgezeichnet.

## Werk
Neben diversen Porträts u. a.:
- Aus Dachau, Öl, 1908
- Altes Haus in Grinzing, Öl, 1911
- Ein altes Ghettohaus
- Der polnische Tempel in der Leopoldstadt
- Die Stephanskirche
- Hofburg Wien, 1925
- Gotische Bauten, 1926

## Quelle
- Reichenberg und seine jüdischen Bürger, Isa Engelmann, LIT Verlag Dr. W. Hopf Berlin 2012
- Fichna: Kreidl, Regina (Rega). In: Österreichisches Biographisches Lexikon 1815–1950 (ÖBL). Band 4, Verlag der Österreichischen Akademie der Wissenschaften, Wien 1969, S. 244.